# Nomia laevidorsata
Nomia laevidorsata là một loài Hymenoptera trong họ Halictidae. Loài này được Benoist mô tả khoa học năm 1962.